# حقبة العمارنة

توزيع القوى في الشرق الأوسط في حقبة العمارنة.

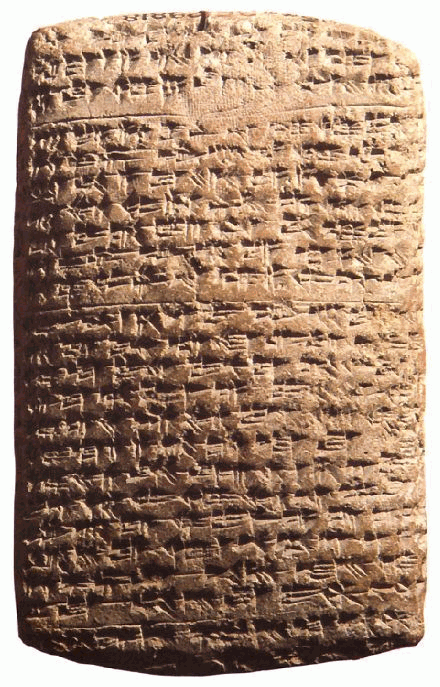
خطاب بالنقش المسماري EA 161 من أرشيف حقبة العمارنة.

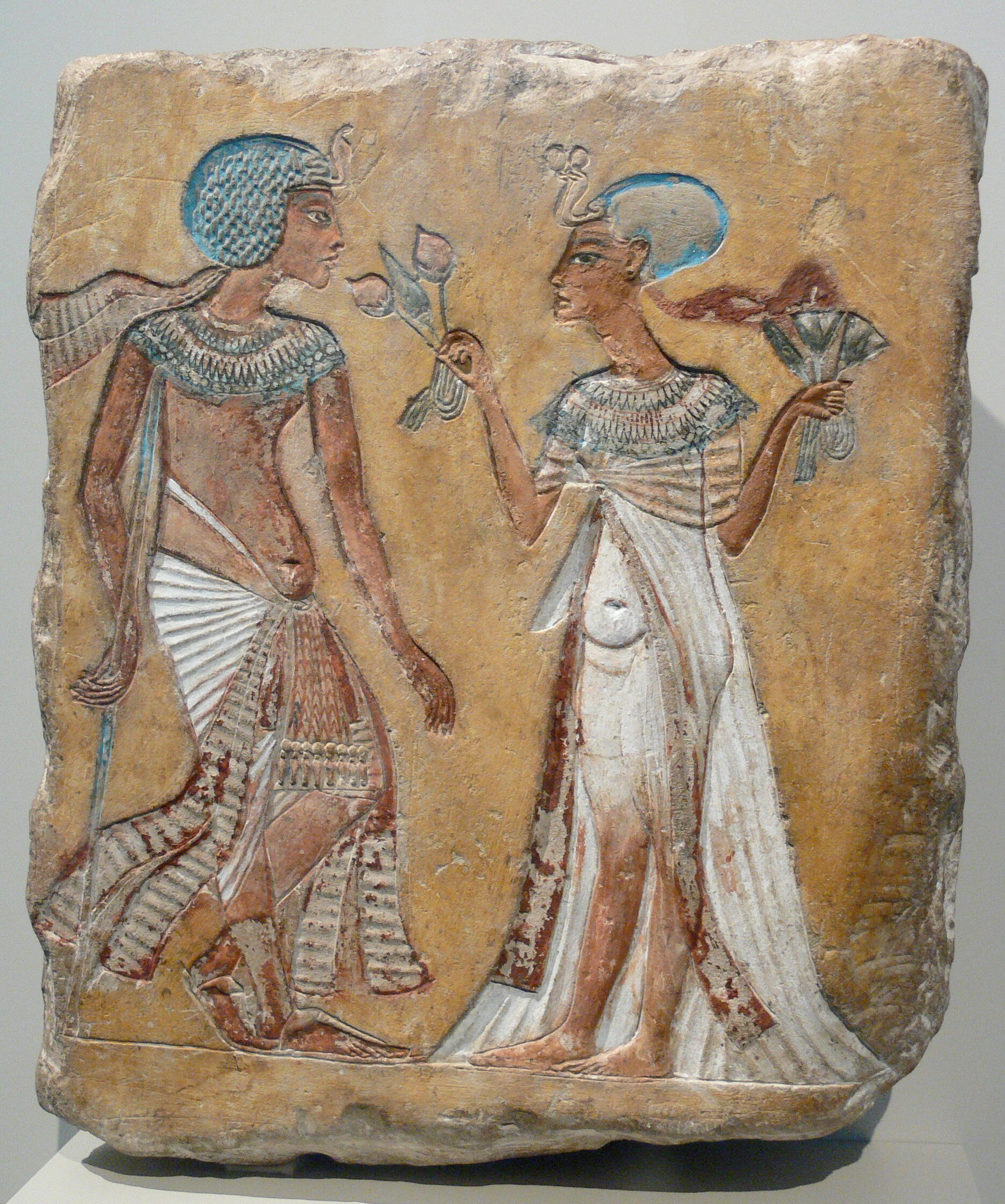
لوحة من حقبة العمارنة ، ربما تكون أخناتون ونفرتيتي أو توت عنخ آمون وزوجته الملكة عنخ سنن آمون. (المتحف المصري ببرلين)

 حقبة العمارنة حقبة من التاريخ المصري القديم خلال النصف الأخير من عصر الأسرة الثامنة عشر، التي انتقل فيها المقر الملكي للفرعون وزوجته الملكة إلى أخيتاتون المعروفة الآن في العصر الحديث بتل العمارنة. تميزت الفترة بين القرن 15 حتى نهاية القرن 13 قبل الميلاد برسائل وفيرة بين الملوك حكام دول الشرق الأوسط أنذاك، بحيث يطلق المؤرخون على هذه الفترة «حقبة العمارنة» رغم أن إخناتون الذي أنشأ العاصمة الجديدوة لمصر في تل العمارنة وبعده توت عنخ آمون هما اللذان يميزان فترة العمارنة. تميزت تلك الحقبة بعهد الفراعنة أمنحوتب الثالث وأمنحتب الرابع الذي غير اسمه إلى إخناتون، ودعى إلى توحيد الديانة المصرية القديمة لعبادة إله الشمس آتون. إلا أن خلفاء إخناتون أعادوا الديانة المصرية متعددة الآلهة والإلهات بسبب ثورة كهنة آمون في طيبة. كان من حكام تلك الحقبة، أمنحتب الثالث وسمنخ كا رع وتوت عنخ آمون وآي وحورمحب.
أهمل إخناتون حدود إمبراطورية مصر، بأفكاره الفلسفية ونشاطه في تغيير ديانة المصريين، وبناء عاصمته الجديدة، فسادت في البلاد الموالية لمصر مناوشات في الشمال (في سوريا ولبنان) وفي الجنوب في النوبة، وأصبحت المملكة المصرية مهددة. فكان أول ما فعله حور محب هو محاربة الأعداء وأعادة السلم للبلاد.
في مجال الفن، تشكل حقبة العمارنة قطيعة مع الماضي، فالفن العمارني يتميز بتمثيل الشخصيات، خاصة العائلة الملكية. ويتناقض هذا الأداء مع التشكيل الدقيق للطبيعة، طبعانية مليئة بالنباتات والزهور والحيوانات.